# オルバ・ツォ
オルバ・ツォ（チベット語: འོར་པ་མཚོ、ワイリー方式: or pa mtsho、蔵文拼音：Orba Co；中国語: 窩爾巴錯 、拼音: Wōěrbā cuò）は、中華人民共和国チベット自治区の北西にあるガリ地区ルトク県にある湖である。海抜 5,209メートル (17,090 ft)にあり、ロングム湖の北東にある。この湖は、地球上最も標高が高いいくつかの島々を有する。